# Хиславичи
Хисла́вичи — посёлок городского типа, административный центр Хиславичского района Смоленской области России. Вместе с двумя посёлками образует Хиславичское городское поселение.
Население пгт — 3095 чел. (2024).

## География
Расположен на правом берегу реки Сож, в 35 км к юго-западу от железнодорожной станции Починок (на линии Смоленск — Рославль).

## История
Впервые упоминается во второй половине XV века как имение князя Андрея Порховского. В XIX — начале XX веков, при владельце А. Л. Салтыкове, в селе действовала Глебо-Борисовская, или Успенская ярмарка. С 1935 года — посёлок городского типа.
К концу XIX века из общей численности населения, составлявшей 4361 человек, 3642 человека были евреями и 739 исповедовали православие. Было восемь синагог и две деревянные церкви.
Во время немецкой оккупации в посёлке располагалось еврейское гетто.
.

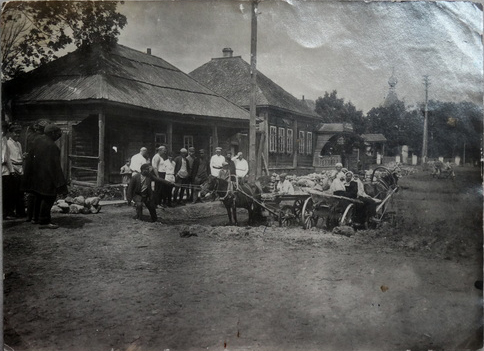
Хиславичи в 1930 г.

Немецкая армия вошла в Хиславичи 16 июля 1941 года. 800 евреев города были переселены в гетто. В сентябре или октябре 1941 года от 120 до 150 евреев были убиты в ходе массовой казни. 20 марта 1942 года полицаи убили всех евреев гетто примерно в 150 метрах к северо-западу от города в канаве возле местной машинно-тракторной станции.
С 1928 года по 1963 год и с 1965 года по 2024 год — административный центр Хиславичского района. С ноября 2024 года - административный центр Хиславичского муниципального округа.  В 1963—1965 годах в составе Монастырщинского района.

## Население
| 1939  | 1959  | 1970  | 1979  | 1989  | 2002  | 2007  | 2009  | 2012  |
| ----- | ----- | ----- | ----- | ----- | ----- | ----- | ----- | ----- |
| 5135  | ↘3785 | ↘3682 | ↗4451 | ↗5013 | ↘4617 | ↘4399 | ↘4342 | ↘3984 |
| 2013  | 2014  | 2015  | 2016  | 2017  | 2018  | 2019  | 2020  | 2021  |
| ↘3862 | ↘3763 | ↘3755 | ↗3772 | ↗3779 | ↘3759 | ↗3770 | ↗3812 | ↘3183 |
| 2024  |       |       |       |       |       |       |       |       |
| ↘3095 |       |       |       |       |       |       |       |       |

Национальный состав
По итогам переписи населения 2020 года проживали следующие национальности (национальности менее 0,1 % и другое, см. в сноске к строке «Другие»):
| Национальность | Численность, чел. | Доля     |
| -------------- | ----------------- | -------- |
| Русские        | 3034              | 95,32 %  |
| Белорусы       | 36                | 1,13 %   |
| Украинцы       | 23                | 0,72 %   |
| Молдаване      | 7                 | 0,22 %   |
| Даргинцы       | 6                 | 0,19 %   |
| Киргизы        | 4                 | 0,13 %   |
| Другие         | 73                | 2,29 %   |
| Итого          | 3183              | 100,00 % |

## Экономика
Заводы: сыродельный, спиртовой (в посёлке Фролово). На данный момент эти предприятия закрыты
Среди предприятий торговли — магазин сети «Магнит», Магнит косметик, «Пятёрочка».

## Известные люди
- Агранат, Аарон Йосеф (1891—1946) — деятель сионистского движения. Отец Ш. Аграната.
- Басин, Ефим Владимирович (род. 1940) — транспортный строитель, Герой Социалистического Труда.
- Давид Абрамович Кудрявицкий (1919—1943) — участник Великой Отечественной войны, Герой Советского Союза.
- Юрий Алексеевич Михалёв (р. 1938) — биолог, доктор наук, профессор, специалист по китам Южного Полушария
- Семён Семёнович Зимницкий (1873—1927) — терапевт, профессор Казанского университета
- Карев, Александр Михайлович (1899—1975) — театральный актёр, режиссёр и педагог
- Черняк, Джозеф (1885—1972) — канадский юрист.

## Достопримечательности
Памятник архитектуры — деревянная церковь Бориса и Глеба (1880 год). В архитектуре церкви доминируют традиции белорусского зодчества. Простой иконостас выполнен местными художникам, в церковь перенесены иконы из церкви Вознесения Хиславического района. Также сохранились остатки усадьбы Хиславичи (остатки парка, усадебный дом, XIX—XX века), принадлежавшей графам Салтыковым. В черте посёлка — остатки городища, сооружённого, предположительно, днепро-двинскими племенами во второй половине 1 тысячелетия до н. э.
В 2019 году в Салтыковском парке была открыта скульптура лисы — символа Хиславичского района.

### Утраченные объекты
- Церковь Святой Екатерины

## Фотогалерея

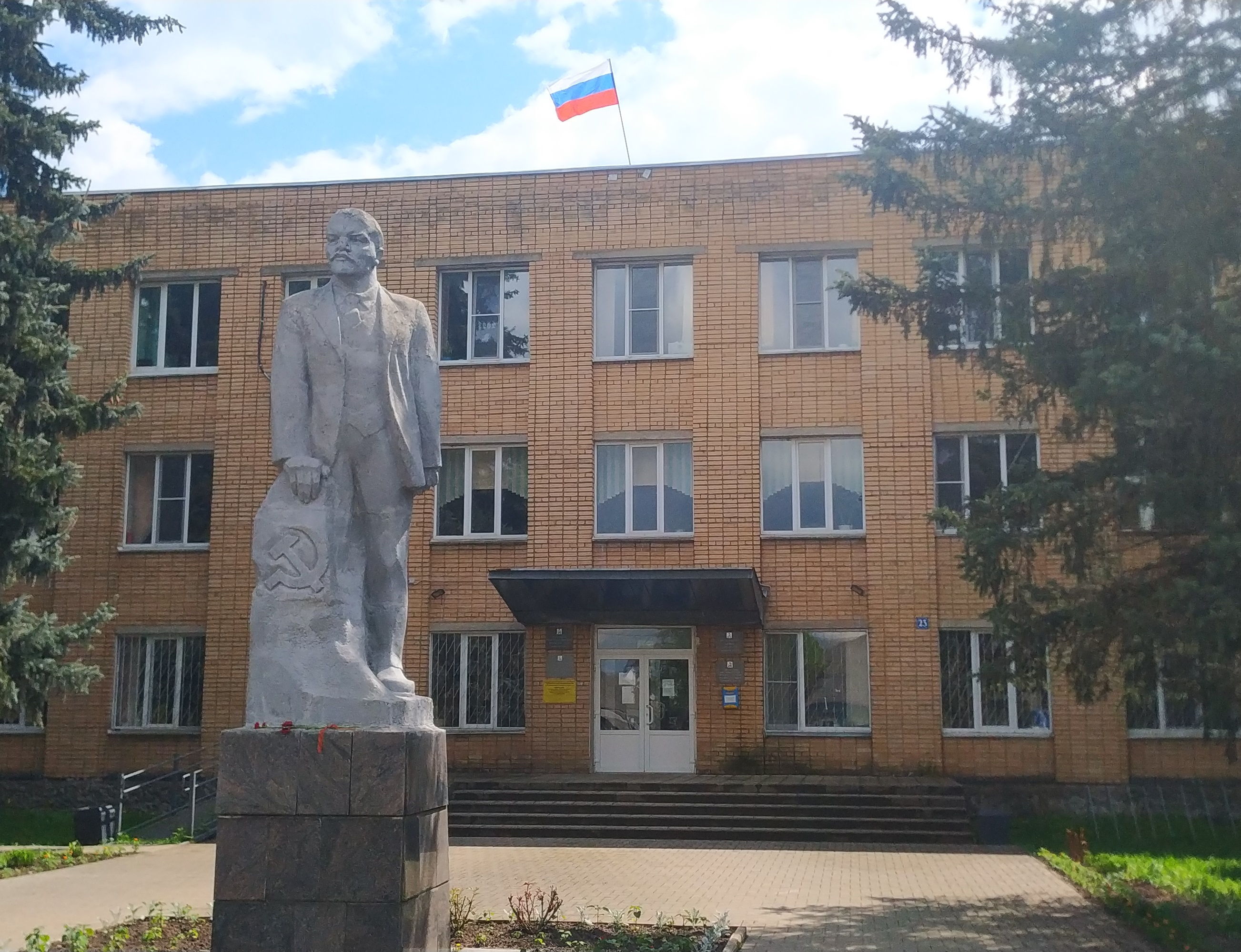
Администрация Хиславичского района
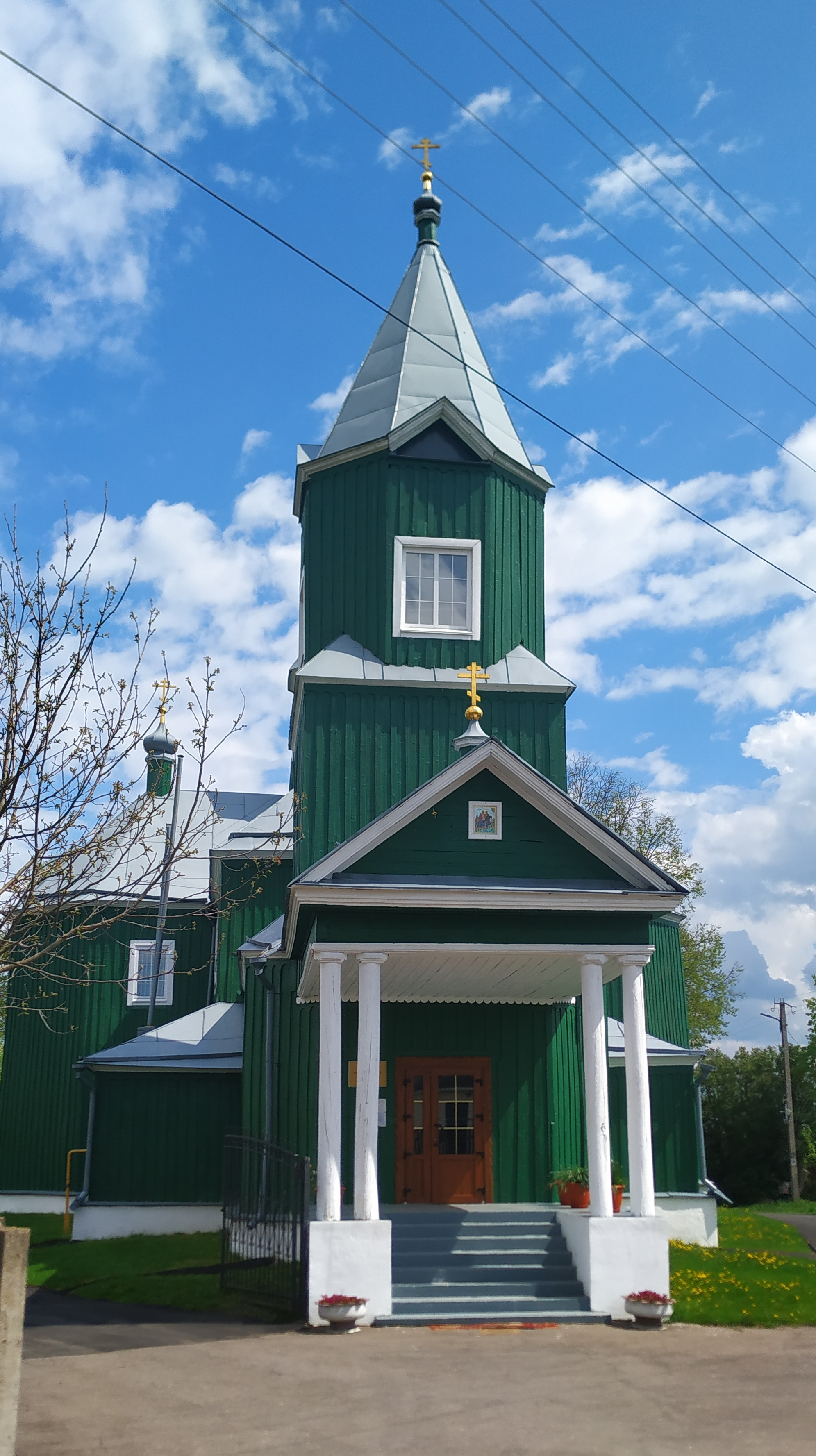
Борисо-Глебский Храм
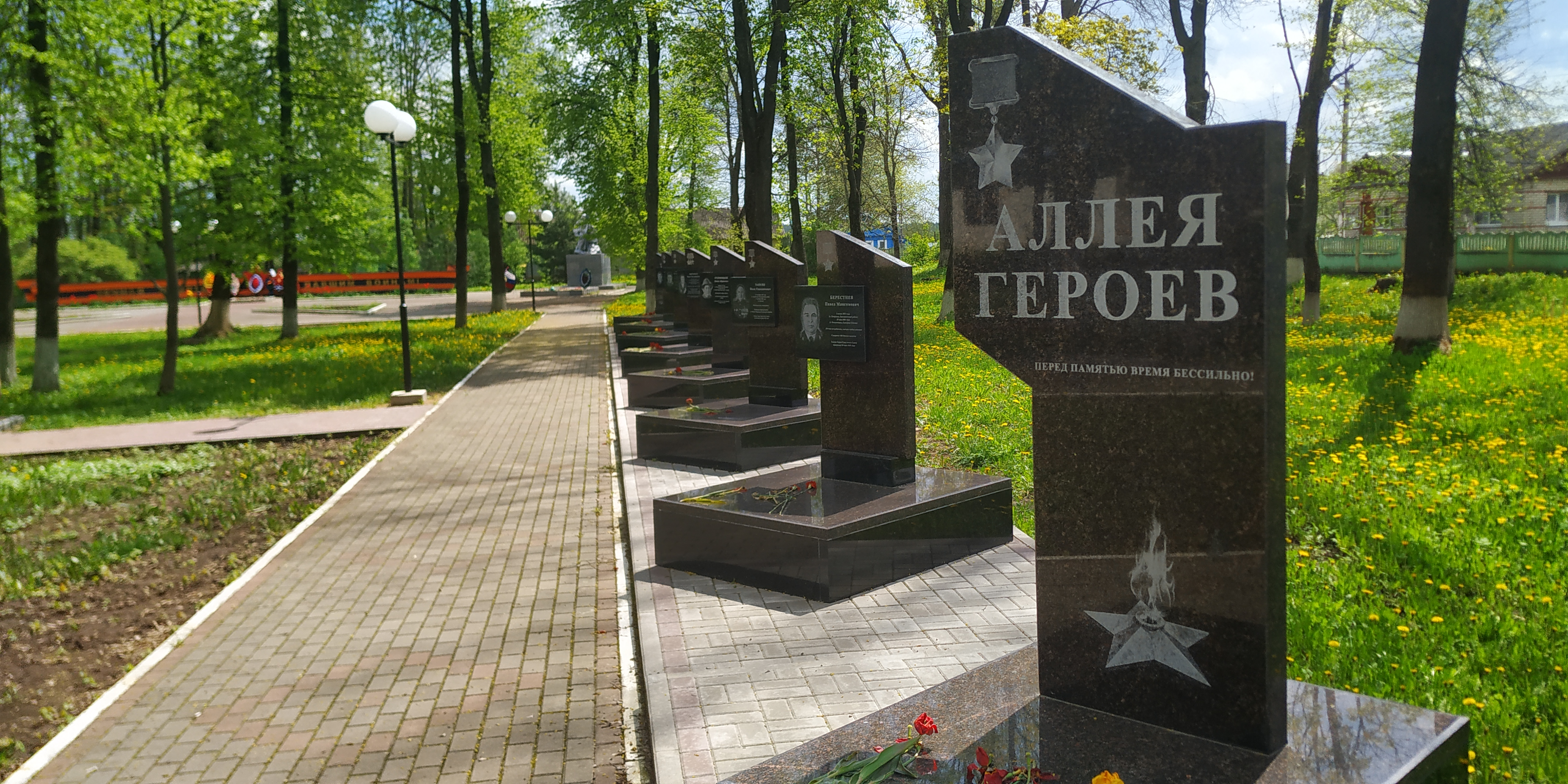
Сквер памяти Героев
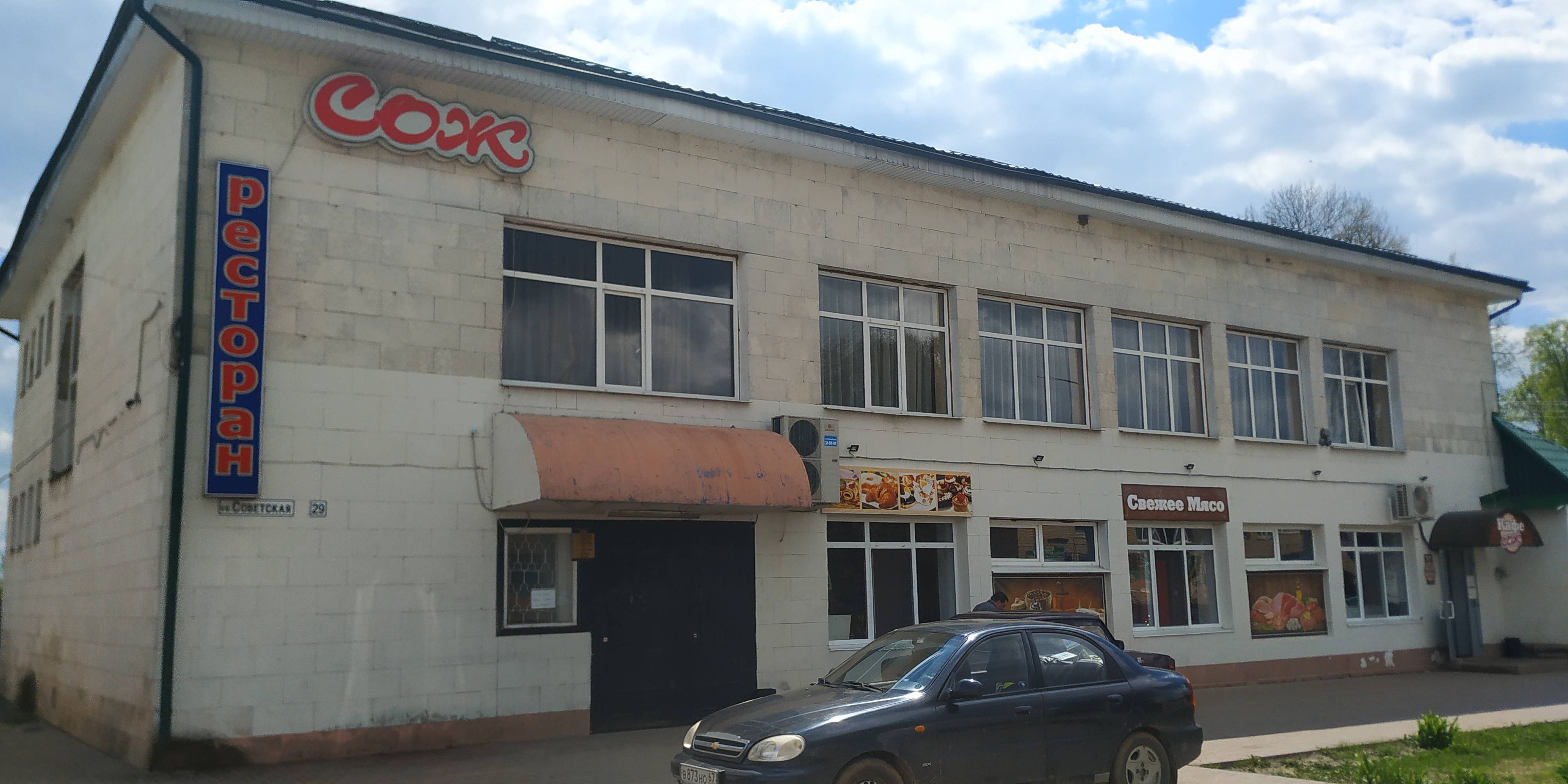
Ресторан «Сож»
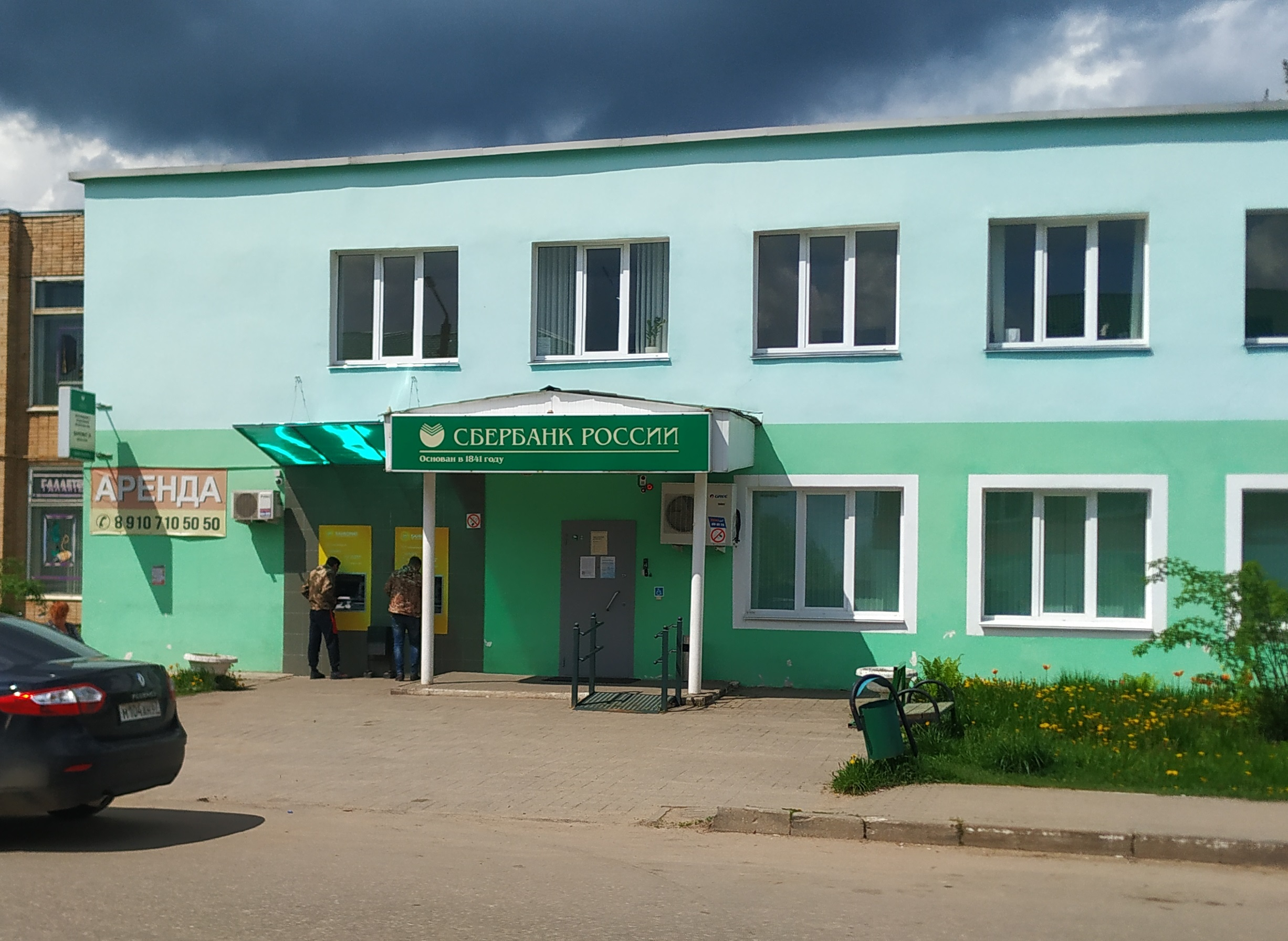
Отделение «Сбербанка России»
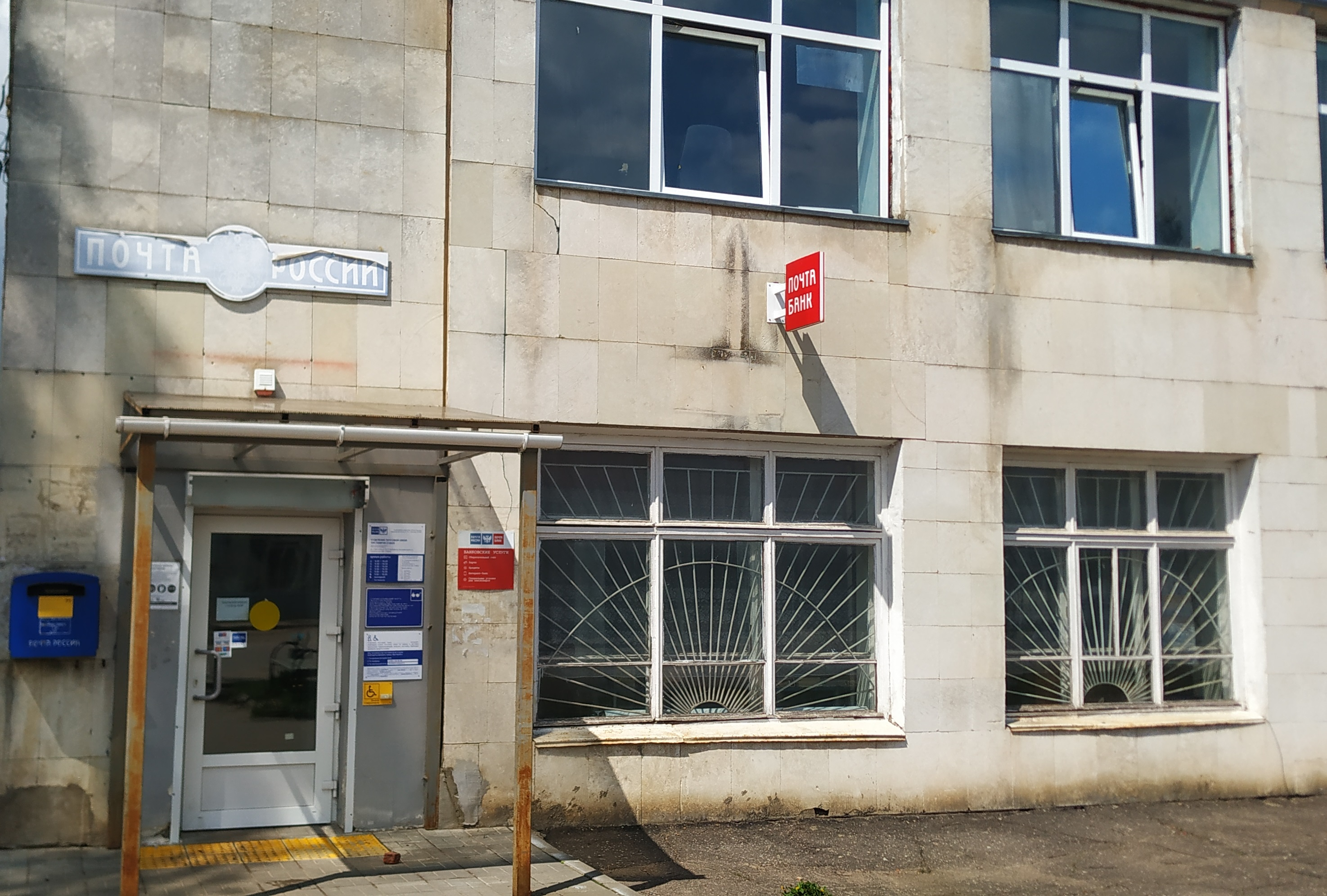
Отделение «Почты России»
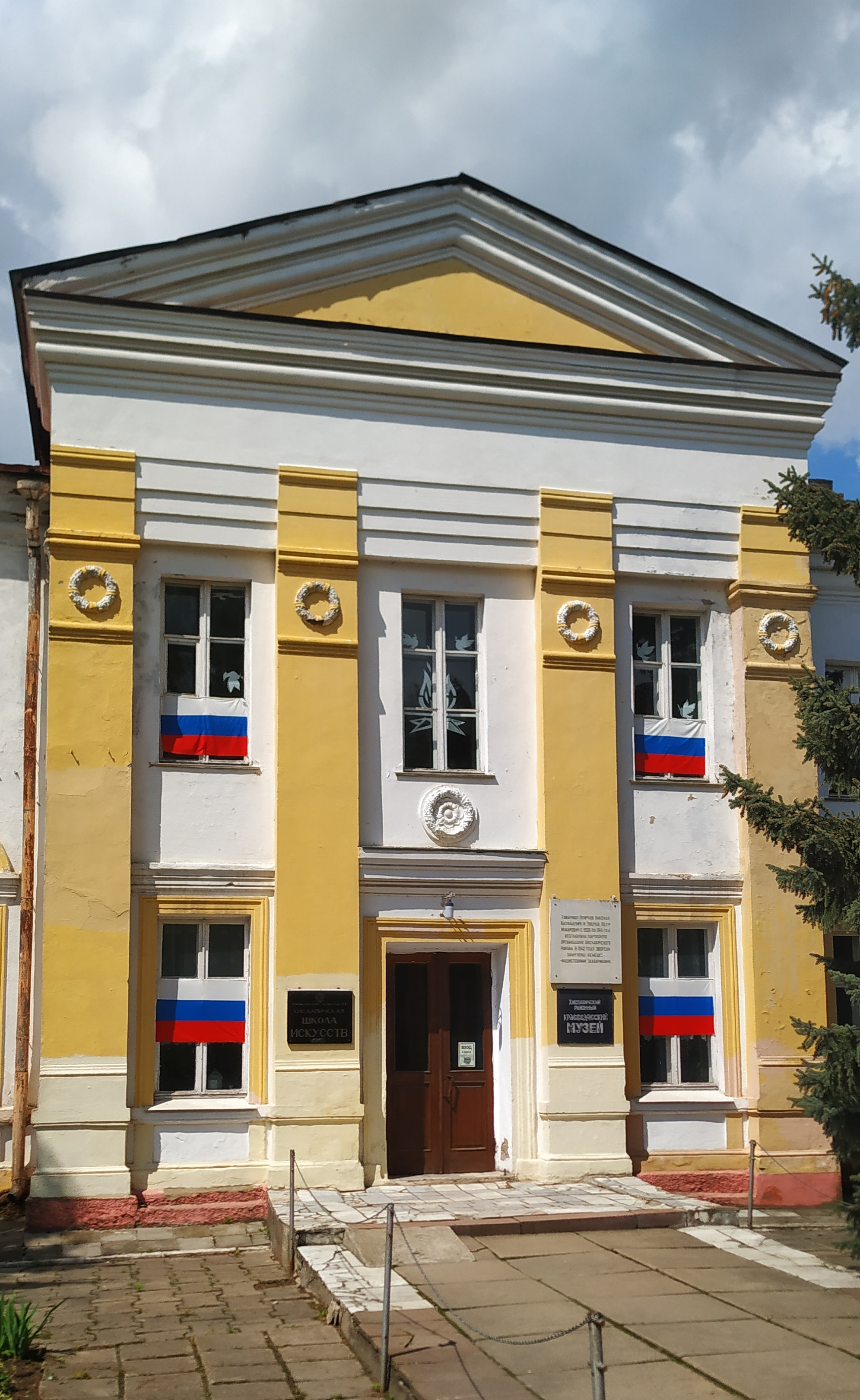
Хиславичская школа искусств и краеведческий музей
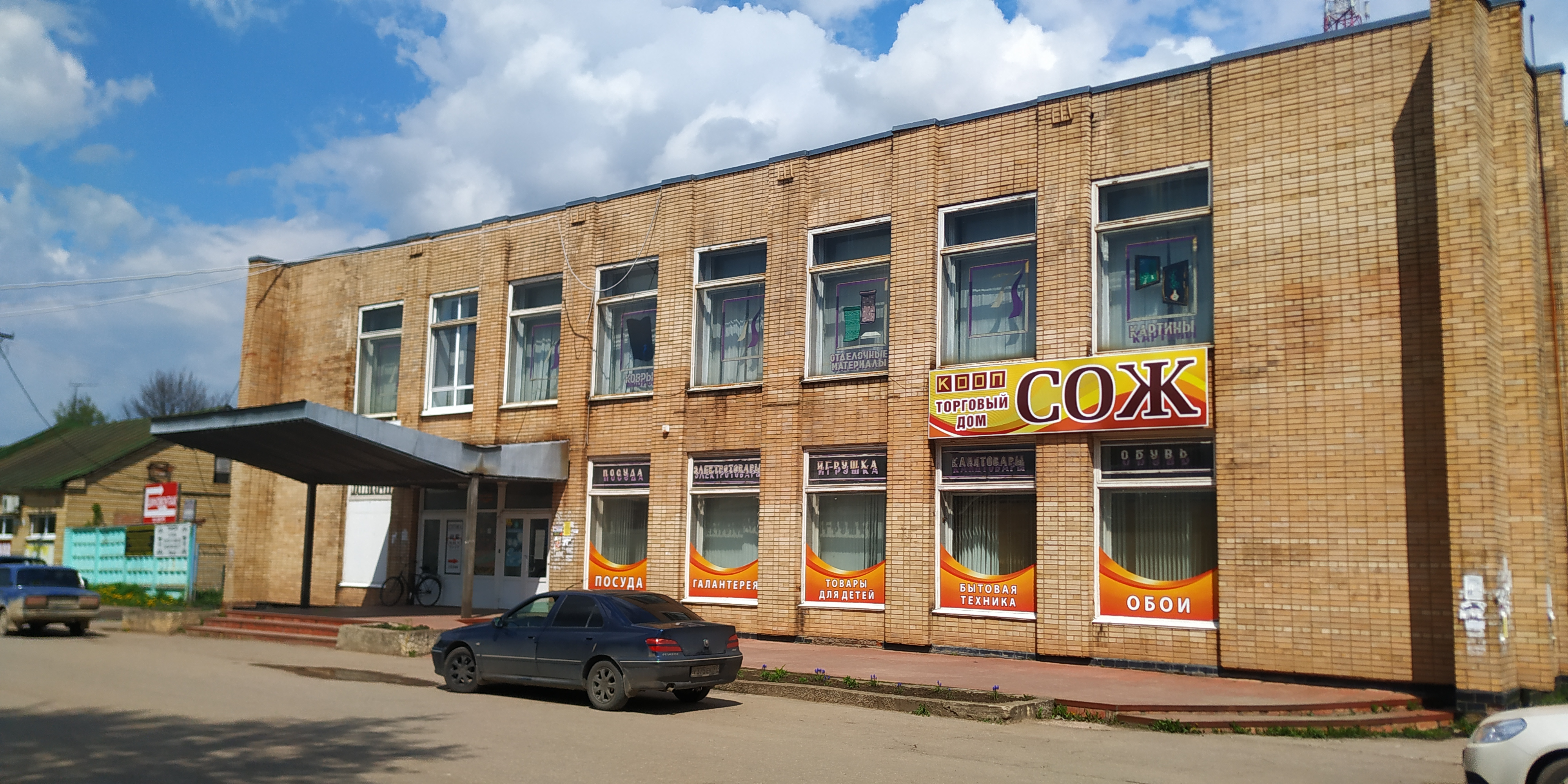
Торговый дом «Сож»
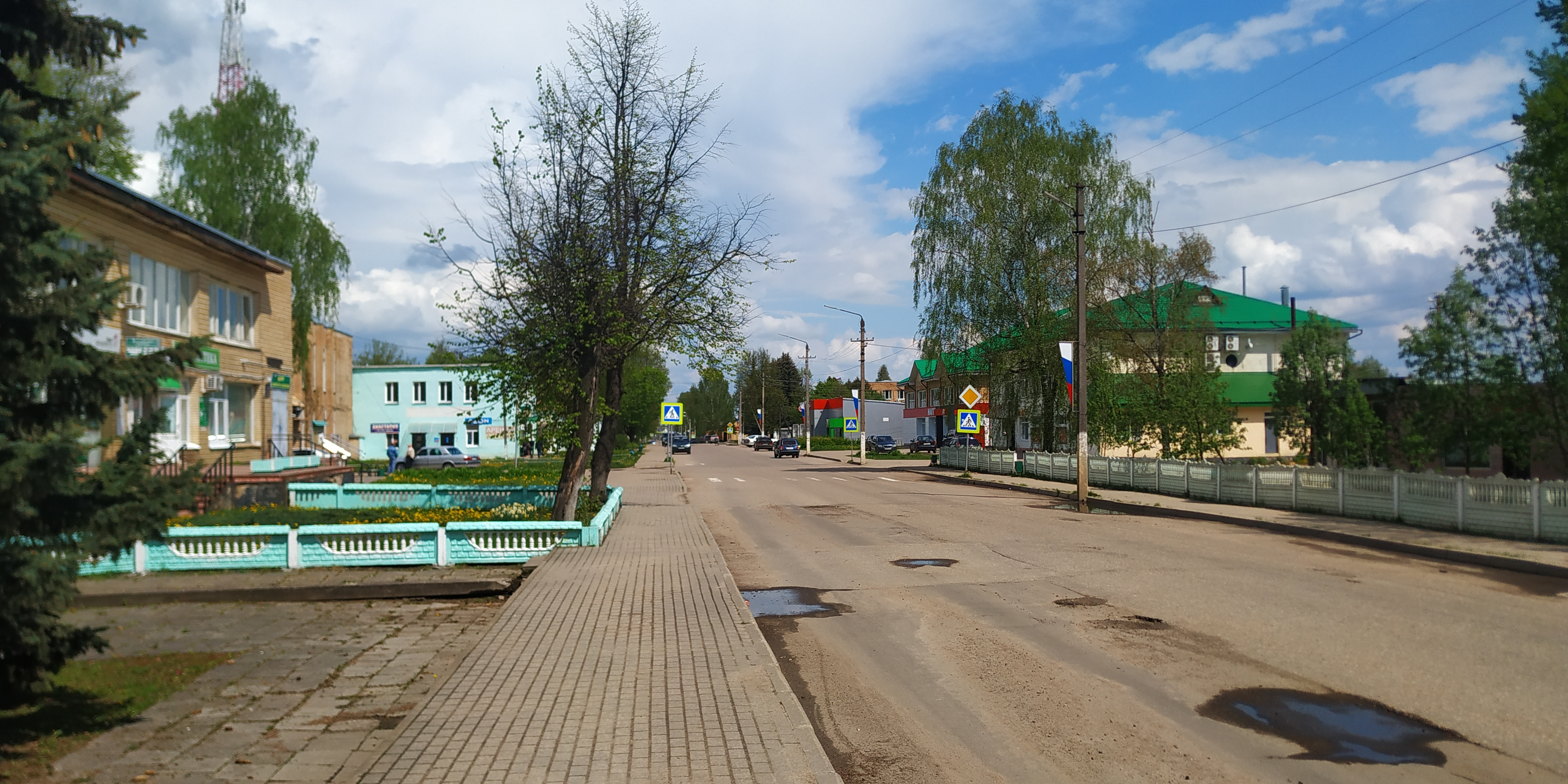
Улица Советская
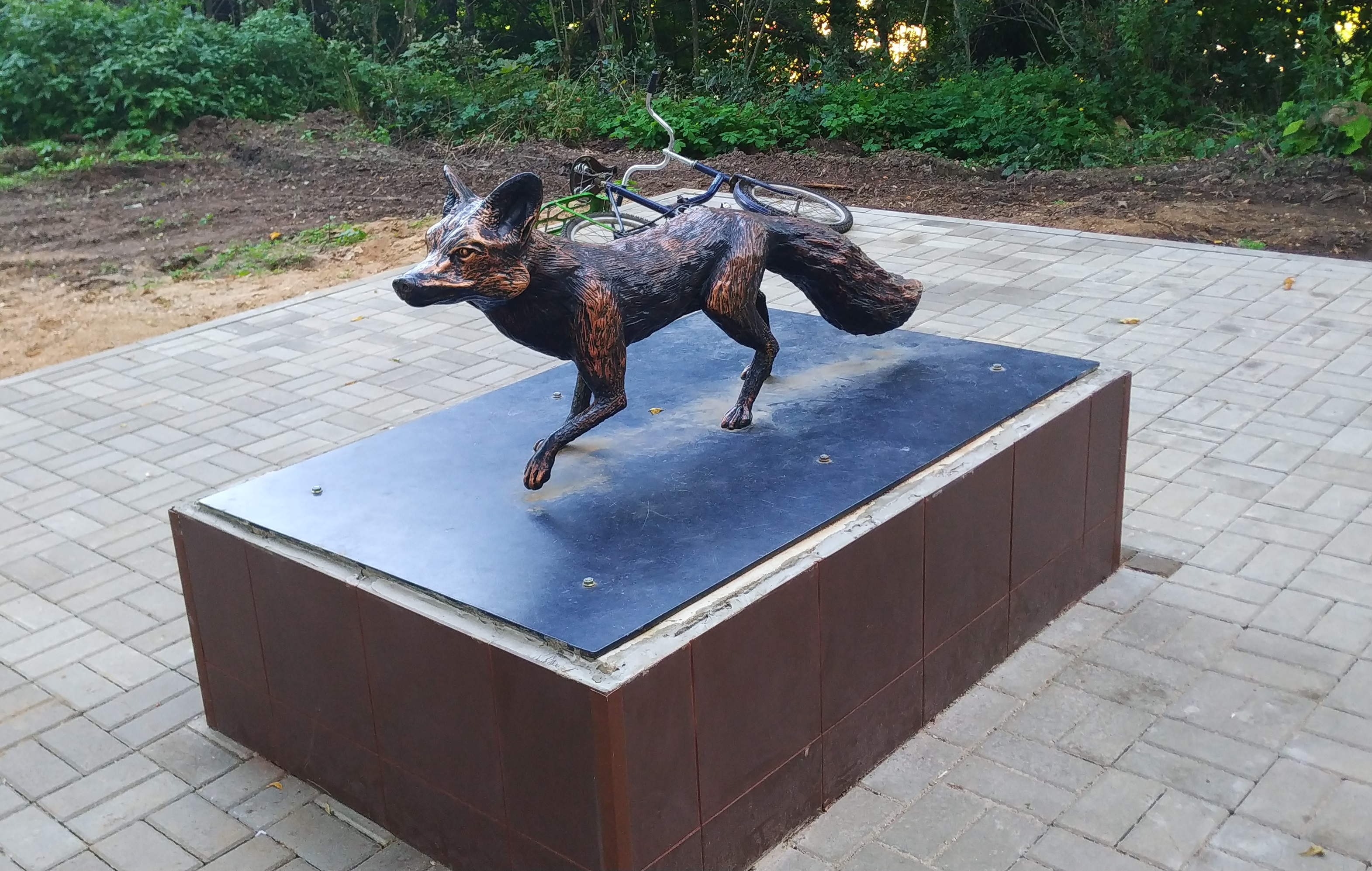
Скульптура лисы в Салтыковском парке